# Алексіс Кохан
Алексіс (Олеся) Кохан (англ. Alexis Kochan) — канадсько-українська співачка і продюсерка, виконавиця українських фольклорних пісень з елементами різноманітних музичних стилів та напрямків, джазу, world music, давньої музики, співаної поезії.
Народилась у Канаді, у м. Вінніпег в українській родині. Алексіс Кохан є засновницею та вокалісткою ансамблю «Paris to Kyiv», членами якого також є відомий бандурист-віртуоз Юліан Китастий, югославський контрабасист Ненад Здєляж та канадці — Річард Муді (гітара, альт, спів) і Мартін Коледж (цитра, мандоліна, дуди).

## Біографія
Співачка Алексіс Кохан народилася в 1953 році і виросла в Норт-Енді у Вінніпезі. Здобула ступінь магістра психології в Університеті Манітоби в 1977 році, одночасно вивчаючи музику та розпочавши багатогранну кар'єру співачки, викладача, продюсерки та звукорежисерки. У 1978—1979 роках вона жила в Києві, де навчалася у Народному ансамблі ім. Верьовки та у композитора і диригента Анатолія Авдієвського. Перебуваючи в Україні, вона почала збирати старі українські народні пісні, які чула вперше.
Зацікавленість Кохан в тому, щоб дати нове життя цим архаїчним фрагментам, призвела до її першого запису «Царівна», альбому пісень, пов'язаних з давніми сезонними обрядами, який був записаний у 1982 році з Артуром Полсоном та провідними музикантами Вінніпезького симфонічного оркестру. 
У 1992 році вона заснувала музичний проєкт «Париж-Київ», в якому беруть участь музичні колеги, що постійно змінюються. Серед них — бандурист Юліан Китастий та джазовий альтист Річард Муді, які формують ядро Paris To Kyiv протягом останніх 10 років, а також багато інших, таких як український саксофоніст Сашко Бойчук, перський майстер перкусії Пейман Хададі, Джон Вайр з Nexus (ансамбль перкусії), кельтський мультиінструменталіст Мартін Колледж та сербський басист Ненад Зджелар. З 1994 року Кочан випустив чотири альбоми Paris To Kyiv: Paris To Kiev (1994), Variances (1996), Prairie Nights and Peacock Feathers (2000) та Fragmenti (2005).

## Дискографія
- Алексіс Кохан: Царівна (1994) «Olesia Records»
- Paris To Kiev: Paris To Kiev (1994) «Olesia Records»
- Paris To Kyiv: Variances (1996) «Olesia Records»
- Paris To Kyiv: Prairie Nights and Peacock Feathers (2000) «Olesia Records»
- Paris To Kyiv: Фраґменти (2005)